# Апостольська адміністратура Узбекистану
Апостольська администратура Узбекистана (лат. Apostolica Administratio Usbekistanianus) — римсько-католицька апостольська адміністратура з центром (кафедрою) в місті Ташкент (Узбекистан).
29 вересня 1997 року була утворена місія Sui iuris для Узбекистану шляхом виділення її з апостольської адміністратури Казахстану. Місію очолив Кшиштоф Кукулка. 1 квітня 2005 року вона була перетворена в апостольську адміністратуру. Ординарієм став отець Єжи Мацулевич, Генеральний асистент Ордена менших братів Конвентуальних (OFMConv) для Східної Європи.
За даними на 2003 рік апостольська адміністратура налічувала 4000 вірних у 5 парафіях, 18 ченців (з них 8 — священики) і 9 монахинь.